# أرمينية (منطقة تاريخية)

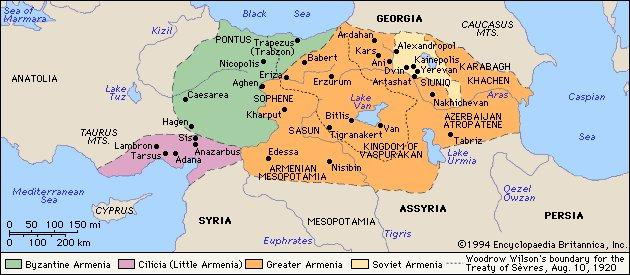
خريطة أرمينيا التاريخية بحسب الموسوعة البريطانية. تظهر أراضي أرمينيا الكبرى باللون البرتقالي، وأرمينيا الصغرى باللون الأخضر، ومملكة قيليقية باللون الأرجواني، وجمهورية أرمينيا باللون الأصفر.

أرمينية أو أرمينيا التاريخية (بالأرمنية: Պատմական Հայաստան)‏ هي مقاطعة تاريخية وجغرافية في شرق آسيا الصغرى. تغطي المقاطعة بشكل رئيسي الهضبة الأرمنية في آسيا الصغرى، بما في ذلك جزء من من جنوب القوقاز.  أرمينية هي المنطقة التي عاش فيها الشعب الأرمني تاريخياً. كان المركز السياسي والثقافي والاقتصادي لأرمينية هو وادي أغرا.   تغطي جمهورية أرمينيا الحديثة حوالي عُشر أراضي أرمينيا التاريخية.
وفقًا لتقديرات مختلفة، بلغت مساحة أراضي أرمينيا التاريخية من 300 ألف  إلى 360 ألف   كيلومتر مربع. وفقًا للظروف التاريخية، تنقسم المنطقة إلى أجزاء غربية (رومانية، بيزنطية، عثمانية) وشرقية (إيران، القوقاز، روسيا). كانت المقاطعة جزءًا من العديد من الدول عبر التاريخ ولم تكن تحت سيطرة حاكم واحد إلا لفترة قصيرة من الزمن.
وتتوافق حدود المقاطعة مع حدود أرمينيا الكبرى وأرمينيا الصغرى ومملكة قيليقية.
بالإضافة إلى ذلك، فإن مناطق المجرى الأعلى لنهر الفرات، والتي يمر جزء منها عبر أرمينيا، والمنطقة المحيطة ببحيرة وان، كانت مأهولة في الأصل بالأكراد، كما عاشوا في أراضي مملكة أرمينيا.